# ナッシング・レコード
ナッシング・レコード（Nothing Records）は、ナイン・インチ・ネイルズ (NIN) のトレント・レズナーと、その元マネージャーであるジョン・マルム・ジュニアによって、1992年にインタースコープ・レコード傘下に創設されたレコードレーベル。
レズナーは自らの作品を本レーベルからリリースすると同時に、マリリン・マンソンやオウテカ、ミート・ビート・マニフェスト、ザ・ザ、アインシュテュルツェンデ・ノイバウテンなど多くの個性的なアーティストと契約をしていた。
しかし2004年、レズナーがマルムを相手取って訴訟を起こしたのを機に、レーベルとしての活動を事実上停止。ただし、ナッシングの名義はその後にNINがインタースコープからリリースしたアルバム『ウィズ・ティース』（2005年）でも現れた。なお、NINとインタースコープとの契約は既に満了している。